# 三角刺齿缘草
三角刺齿缘草（学名：Eritrichium deltodentum）为紫草科齿缘草属的植物，是中国的特有植物。分布在中国大陆的新疆等地，生长于海拔1,800米至2,000米的地区，一般生于河谷草地，目前尚未由人工引种栽培。